# Sulle ali delle aquile (romanzo)
Sulle ali delle aquile (On Wings of Eagles) è un romanzo del 1983 dell'autore britannico Ken Follett e narra un episodio realmente accaduto durante la rivoluzione iraniana che vide coinvolto l'imprenditore americano Ross Perot e la sua società Electronic Data Systems (EDS).
Nel 1986 il libro è stato trasposto in un'omonima miniserie televisiva, diretta da Andrew V. McLaglen e interpretata da Burt Lancaster e Richard Crenna.

## Trama
(Esodo, 19,4; Ken Follett, Sulle ali delle aquile, traduzione di Roberta Rambelli, Mondadori)
Il carcere

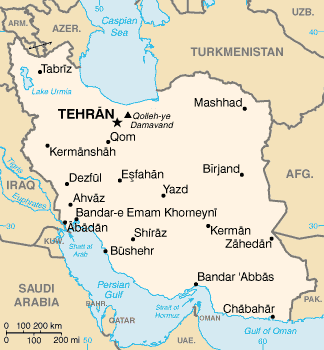
Carta geografica dell'Iran

L'EDS (Electronic Data Systems) è un'azienda di software, specializzata in database organizzativi. Fondata dal magnate statunitense Ross Perot, a Dallas nel Texas, ha sedi sparse in tutto il mondo. La filiale iraniana è diretta da Paul Chiapparone, coadiuvato dal suo vice Bill Gaylord. A Teheran l'azienda si occupa dell'organizzazione del sistema di previdenza sociale e collabora con il ministero della sanità.
Nel dicembre del 1978, l'Iran è sempre di più in subbuglio per il malcontento generale causato dal regime oppressivo dello Scià Mohammad Reza Pahlavi e un gruppo di ribelli inneggia al rientro in patria dell'āyatollāh Khomeyni. Le agitazioni si fanno sempre più frequenti e si sviluppa un crescente sentimento anti-americano tra le popolazioni locali. I dirigenti dell'EDS si mettono quindi in allarme e Perot ordina l'evacuazione immediata. Ma proprio quando sono tutti pronti a tornare a casa, Paul Chiapparone e Bill Gaylord vengono a sapere dalla polizia iraniana che non possono lasciare il paese. L'ambasciata statunitense rassicura i due dirigenti affermando che vengono trattenuti solo in qualità di testimoni in un'indagine che vede coinvolto l'ex ministro della sanità. L'EDS però è convinta che si tratti di una strategia per evitare che l'azienda (in credito di diversi milioni di dollari con il governo iraniano) lasci il paese, smantellando di fatto l'intero sistema di previdenza sociale.
L'interrogatorio con il magistrato inquirente Hosahin Dadgar si trasforma in un vero e proprio incubo per Paul e Bill, i quali vengono arrestati e condotti nel carcere di Teheran senza una precisa accusa.
La squadra di salvataggio
Fallito ogni tentativo di mediazione politica, Ross Perot, che si occupa personalmente del tentativo di scarcerazione dei suoi dipendenti, chiede l'appoggio dell'ex segretario di stato americano Henry Kissinger. Anch'egli non ottiene però alcun risultato, e Perot, resosi conto dell'impossibilità di agire per vie diplomatiche, organizza una squadra di salvataggio, comandata dal colonnello Arthur "Bull" Simons, e composta da dirigenti dell'EDS con esperienza militare: Jay Coburn, Ron Davis, Ralph Boulware, Joe Pochè, Glenn Jackson, Pat Sculley e Jim Schwebach.
Cambio di programma
La squadra di salvataggio organizza un piano per la fuga dei due dirigenti incarcerati, che prevede l'assalto al carcere dove essi sono rinchiusi. Ma dopo l'abbandono dello Scià, che lascia il governo nelle mani di Shapur Bakhtiar, e il rientro in Iran di Khomeyni, le sommosse popolari portano il governo transitorio a decidere lo spostamento di tutti i prigionieri stranieri in un nuovo carcere meno accessibile. I programmi organizzati dal colonnello Simons vengono stravolti.
L'intervento di Rashid
Rashid è un impiegato dell'EDS in Iran. Fervente filoamericano, affabulatore e uomo di pronta intelligenza, organizza un piano a Teheran che prevede l'assalto da parte dei rivoltosi del carcere di massima sicurezza. Riuscito nell'intento, Paul e Bill fuggono, unendosi a parte della squadra trasferitasi nella capitale. Il nome Rashid è un nome di fantasia; all'interno del libro viene specificato che è stato necessario non rivelare il vero nome dell'impiegato coinvolto, al fine di evitare ripercussioni per lui e per la sua famiglia.
Passaggio in Turchia
Il gruppo, guidato da Rashid e dal colonnello Simons, affronta un lungo e pericoloso viaggio via terra che li porterà in Turchia e, successivamente, grazie ad un volo privato con lo stesso Perot presente, raggiunge la Germania e la libertà.

## Personaggi principali

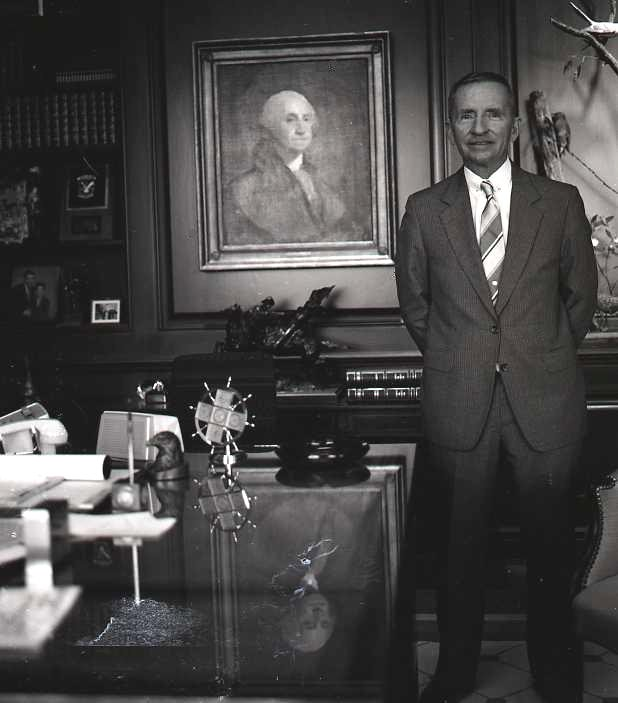
Ross Perot

- Ross Perot - Fondatore e presidente dell'Electronic Data Systems (EDS), azienda di software statunitense con sede a Dallas, Texas.
- Merv Stauffer - Braccio destro di Perot.
- T.J. Marquez - Vicepresidente dell'EDS.
- Bill Gayden - Presidente dell'EDS World, sussidiaria dell'EDS.
- Paul Chiapparone - Direttore nazionale dell'EDS in Iran.
- Bill Gaylord - Vice di Chiapparone.
- Hosahin Dadgar - Magistrato inquirente nel caso EDS.
- Arthur D. "Bull" Simons - Colonnello dei Berretti Verdi (Special Forces), specializzato in operazioni di salvataggio, a capo della squadra EDS in missione a Teheran.
- Squadra di salvataggio composta da personale EDS:
  - Jay Coburn
  - Ron Davis
  - Ralph Boulware
  - Joe Pochè
  - Glenn Jackson
  - Pat Sculley
  - Jim Schwebach
- Rashid - Impiegato iraniano dell'EDS, impegnato nell'operazione di salvataggio.
- William Sullivan - Ambasciatore degli Stati Uniti a Teheran.
- Lou Goelz - Console generale americano a Teheran.
- Henry Kissinger - Ex segretario di stato americano.
- Henry Precht - Capo dell'ufficio Iran al dipartimento di stato americano.

## Edizioni
- Ken Follett, Sulle ali delle aquile, traduzione di Roberta Pollini Rambelli, collana Oscar Mondadori Bestsellers, Arnoldo Mondadori, 2005,  p. 376, ISBN 0-451-16353-2.